# Marathon van Turijn 2004
De marathon van Turijn 2004 vond plaats op zondag 18 april 2004 in Turijn. Het was de achttiende editie van deze wedstrijd. In totaal finishten 1291 lopers de wedstrijd, waarvan 1156 mannen en 135 vrouwen. Bij de mannen was de Keniaan Frederick Cherono het snelste met een finishtijd van 2:08.38. Bij de vrouwen werd de wedstrijd gewonnen door de Sloveense Helena Javornik.

## Uitslagen

### Mannen
| rang   | naam                  | land | tijd    |
| ------ | --------------------- | ---- | ------- |
| Goud   | Frederick Cherono     | KEN  | 2:08.38 |
| Zilver | Alberico Di Cecco     | ITA  | 2:09.29 |
| Brons  | Daniel Cheribo        | KEN  | 2:10.57 |
| 4      | Migidio Bourifa       | ITA  | 2:13.38 |
| 5      | Michael Kapkiai       | KEN  | 2:13.53 |
| 6      | Derba Bedade          | ETH  | 2:13.54 |
| 7      | Abdelkebir Lamachi    | MAR  | 2:14.41 |
| 8      | David Cherui          | KEN  | 2:15.53 |
| 9      | Olexander Kuzin       | UKR  | 2:17.02 |
| 10     | Simon Mutai           | KEN  | 2:19.40 |
| 11     | Gioacchino Sciarrotta | ITA  | 2:23.09 |
| 12     | Enzo Piacenza         | ITA  | 2:26.28 |
| 13     | Jose-Manuel Garcia    | ESP  | 2:26.48 |
| 14     | Fermin Martinez       | ESP  | 2:26.56 |
| 15     | Markus Gerber         | SUI  | 2:28.56 |

### Vrouwen
| rang   | naam               | land | tijd    |
| ------ | ------------------ | ---- | ------- |
| Goud   | Helena Javornik    | SLO  | 2:31.13 |
| Zilver | Jennifer Chesinon  | KEN  | 2:32.46 |
| Brons  | Jane Ekimat        | KEN  | 2:36.41 |
| 4      | Stefania Benedetti | ITA  | 2:37.10 |
| 5      | Sisay Measso       | ETH  | 2:42.22 |
| 6      | Petra Teveli       | ITA  | 2:49.34 |
| 7      | Domenica Wojnowski | SUI  | 2:51.06 |
| 8      | Oksana Khokhlova   | RUS  | 2:51.31 |
| 9      | Irene Romeo        | ITA  | 3:02.20 |
| 10     | Judith Stein       | ITA  | 3:04.23 |

1974 ·
1975 ·
1976 ·
1977 ·
1978 ·
1979 ·
1980 ·
1981 ·
1982 ·
1983 ·
1984 ·
1985 ·
1986 ·
1987 ·
1988 ·
1989 ·
1990 ·
1991 ·
1992 ·
1993 ·
1994 ·
1995 ·
1996 ·
1997 ·
1998 ·
1999 ·
2000 ·
2001 ·
2002 ·
2003 ·
2004 ·
2005 ·
2006 ·
2007 ·
2008 ·
2009 ·
2010 ·
2011 ·
2012 ·
2013 ·
2014 ·
2015 ·
2016 ·
2017